# Lingua tinigua
Il tinigua è una lingua indigena in via di estinzione parlata in Colombia, nel Dipartimento di Meta, tra il fiume Guayabero e il fiume Yarí. Nel 2000, il tinigua aveva solo due locutori rimasti, ma uno di questi morì nel 2005, per questo è l'ultimo idioma sopravvissuto tra le lingue tiniguane. Ciononostante, essa è considerata una delle lingue isolate dell'America meridionale.